# Ocean Researcher V
Ocean Researcher V (chino tradicional: 海研五號; chino simplificado: 海研五号; pinyin: Hǎiyán Wǔ Hào) fue un buque oceanográfico propiedad del Instituto de Investigación Oceánica de Taiwán que se hundió frente a la costa de Penghu, Taiwán, en 2014.

## Hundimiento
El 9 de octubre de 2014, el barco partió del puerto de Anping en el distrito de Anping, Tainan, para un crucero de ocho días para investigar los contaminantes en la atmósfera y cómo se propagan. Entre los que estaban a bordo se encontraban investigadores de la Academia Sinica, el Instituto de Investigación de Tifones e Inundaciones de Taiwán, estudiantes de posgrado de la Universidad Nacional Oceánica de Taiwán, la Universidad Nacional Yang Ming, la Universidad Nacional de Ciencia y Tecnología de Yunlin y la Universidad Nacional Cheng Kung.
El 10 de octubre de 2014 por la tarde, debido al tifón Vongfong, el barco chocó contra un arrecife frente a las islas Penghu. El barco se inclinó y comenzó a hacer agua, hundiéndose a las 20:11 horas. La mayoría de los ocupantes subieron a balsas salvavidas para esperar el rescate.